# Каньйон-Дей (Аризона)
Каньйон-Дей (англ. Canyon Day) — переписна місцевість (CDP) в США, в окрузі Гіла штату Аризона. Населення — 1205 осіб (2020).

## Географія
Каньйон-Дей розташований за координатами 33°47′2″ пн. ш. 110°2′24″ зх. д. / 33.78389° пн. ш. 110.04000° зх. д. (33.783921, -110.039913).  За даними Бюро перепису населення США в 2010 році переписна місцевість мала площу 13,16 км², з яких 13,01 км² — суходіл та 0,15 км² — водойми.

## Демографія
Згідно з переписом 2010 року, у переписній місцевості мешкало 1209 осіб у 298 домогосподарствах у складі 247 родин. Густота населення становила 92 особи/км².  Було 310 помешкань (24/км²).
Расовий склад населення:
| - 99,5 % — корінних американців - 0,1 % — білих |

До двох чи більше рас належало 0,3 %. Частка іспаномовних становила 1,2 % від усіх жителів.
За віковим діапазоном населення розподілялося таким чином: 35,8 % — особи молодші 18 років, 57,3 % — особи у віці 18—64 років, 6,9 % — особи у віці 65 років та старші. Медіана віку мешканця становила 24,9 року. На 100 осіб жіночої статі у переписній місцевості припадало 94,7 чоловіків;  на 100 жінок у віці від 18 років та старших — 89,3 чоловіків також старших 18 років.
Середній дохід на одне домашнє господарство  становив 29 415 доларів США (медіана — 30 000), а середній дохід на одну сім'ю — 29 806 доларів (медіана — 27 679). За межею бідності перебувало 43,8 % осіб, у тому числі 55,8 % дітей у віці до 18 років та 25,5 % осіб у віці 65 років та старших.
Цивільне працевлаштоване населення становило 337 осіб. Основні галузі зайнятості: освіта, охорона здоров'я та соціальна допомога — 54,9 %, мистецтво, розваги та відпочинок — 15,4 %, публічна адміністрація — 10,4 %, виробництво — 9,5 %.